# Klixbüll
Klixbüll (frisó septentrional Klasbel, danès Klægsbøl) és un municipi del districte de Nordfriesland, dins l'Amt Südtondern, a l'estat alemany de Slesvig-Holstein. El 2023 tenia 1061 habitants.
Té una minoria de parla danesa que és representada al consistori. Té una escola primària en danès que va ser eligida com a escola model. La situació del frisó és més precària. És un de mants municipis amb el sufix -büll en el nom, que és d'origen danès -bøl i que significa ‘casa, habitatge’, la primera part sol ser un nom de persona. Sovint són assentaments nous que al segle x és van crear a partir d'un poble veí més antic.
És a cavall del geest, una zona sorrosa seca i el pòlder. La part baixa va ser submergida en dues onades de tempesta el 1532 i el 1634.
Hi un llogaret amb el nom de Pulvertum, que recorda una torre de la pólvora, construïda per soldats suecs durant la Guerra dels Trenta Anys enderrocat més tard, però sobreviu al centre de l'escut, l'espiga simbolitza l'agricultura que era i és la principal activitat econòmica del poble.
El primer esment oficial data de 1352. L'església de maons data del principi del segle xii.